# Nemomydas jonesii
Nemomydas jonesii är en tvåvingeart som först beskrevs av Johnson 1926.  Nemomydas jonesii ingår i släktet Nemomydas och familjen Mydidae. Inga underarter finns listade i Catalogue of Life.